# La Présence
 (août 2011).
Si vous disposez d'ouvrages ou d'articles de référence ou si vous connaissez des sites web de qualité traitant du thème abordé ici, merci de compléter l'article en donnant les références utiles à sa vérifiabilité et en les liant à la section « Notes et références ».
La Présence (titre original : Being There) est un court roman de l'écrivain américain Jerzy Kosiński, une de ses œuvres les plus significatives, publié en 1970. 
L'auteur en a lui-même tiré le scénario de Bienvenue, mister Chance, un film américain réalisé par Hal Ashby en 1979.

## Résumé
C'est un regard satirique sur l'irréalité de la culture des médias en Amérique. C'est l'histoire de Chance le jardinier, un homme sans beaucoup de qualités et simple d'esprit, qui émerge de nulle part et devient tout à coup l'héritier du trône d'un magnat de Wall Street et un conseiller très influent de la  politique  du président des États-Unis, et de l'élite en général. Ses réponses simples et directes face aux préoccupations populaires sont louées comme visionnaires, malgré l'absence de compréhension de ces propos. Beaucoup de questions entourent ses origines mystérieuses, et remplir les blancs dans son contexte se révèle impossible.

## Adaptation cinématographique
- 1979 : Bienvenue Mister Chance (Being There), film américain réalisé par Hal Ashby, adaptation signée par Jerzy Kosinski de sa propre nouvelle intitulée La Présence (rééditée sous le titre Bienvenue, mister Chance après la sortie du film), avec Peter Sellers, Shirley MacLaine et Melvyn Douglas